# ウェイン・エンブリー
ウェイン・エンブリー (Wayne Embry, 1937年3月26日 - ) は、アメリカ男子プロバスケットボールリーグNBAで活躍した元バスケットボール選手。オハイオ州スプリングフィールド出身。選手時代は主にシンシナティ・ロイヤルズでプレイし、ボストン・セルティックス時代には優勝を経験した。引退後は各チームのフロント職を歴任し長年に渡ってNBAに貢献。これらの活動が評価され、1999年には殿堂入りを果たした。

## 選手キャリア
ウェイン・エンブリーことウェイン・リチャード・エンブリーはマイアミ大学時代はチームキャプテン、スコアリングリーダーとして活躍し、2度オールアメリカに選ばれた。大学では経営管理学、科学で学位を取って卒業し、1958年のNBAドラフトでセントルイス・ホークスから全体22位指名を受けてNBA入りを果たす。
エンブリーはホークスではプレイせず、シンシナティ・ロイヤルズでルーキーイヤーを迎えた。ロイヤルズはエースのモーリス・ストークスが不慮の事故により突然の引退を余儀なくされ、多くの中心選手がチームを去ってしまったため、ホークスは無償で5人の選手をロイヤルズに譲渡し、その中にエンブリーが含まれていたのである。エンブリーは新エースのジャック・トゥィマンらと共に危機に瀕していたロイヤルズを支え、1年目は10.6得点9.5リバウンドを記録した。
エンブリーとロイヤルズに運気が向いてきたのは1960年のオスカー・ロバートソンの入団からである。このシーズンにエンブリーは14.4得点10.9リバウンドと初の平均ダブル・ダブルを達成し、オールスターにも選ばれた。ロバートソンはルーキーイヤーからリーグトップ選手として活躍し、チーム成績も向上し始め、このシーズンには4シーズンぶりのプレーオフに進出している。翌1961-62シーズンにはキャリアハイとなる19.8得点13.0リバウンドを記録し、1963-64シーズンにロイヤルズは当時のチーム記録となる55勝をあげるなど、エンブリーは選手キャリアの絶頂期を過ごした。しかし同じ年にジェリー・ルーカスが入団し、エンブリーがチーム内で担っていた役割は徐々にルーカスを始めとする若い選手に譲られるようになった。そして1965-66シーズンを最後に、8シーズン過ごしたロイヤルズからボストン・セルティックスに移籍することになった。
リーグトップクラスの強豪のセルティックスではエンブリーの出場機会は限られ、成績は大幅に後退したが、セルティックス2年目の1967-68シーズンには優勝を経験している。ラストシーズンはミルウォーキー・バックスで過ごし、1969年に現役から引退した。

## エグゼクティブキャリア
エンブリーのNBAにおけるエグゼクティブキャリアは30年近くに渡る。1972年には現役最後のシーズンを過ごしたバックスで、黒人としてはNBA初のゼネラル・マネージャーに就任した。バックスのフロント入りする前には、1970年に元チームメイトのオスカー・ロバートソンを説得し、バックスに移籍させることに成功しており、このシーズンバックスは創部3年目というNBA最短記録で初優勝を果たした。エンブリーはバックスのGMを8年間務め、その間のバックスは59勝以上は2回、プレーオフ進出は4回、NBAファイナル進出1回だった。
1985年から1992年まではクリーブランド・キャバリアーズの球団副社長兼GMに就任し、1994年にはNBA初の黒人球団社長となった。彼の経営の下、キャバリアーズは90年代のイーストを代表する強豪チームに育ち、マイケル・ジョーダン擁するシカゴ・ブルズと数々の名勝負を繰り広げた。エンブリーは1992年と1998年にNBA最優秀役員賞に選ばれている。

## 業績
- NBAファイナル制覇　1968年
- オールスター　1961年－1965年
- クリーブランドスポーツ殿堂
- オハイオ州クラーク群殿堂
- バスケットボール殿堂

## 個人成績
| †    | NBAチャンピオン |
| 太字 | キャリアハイ    |

### レギュラーシーズン
| Season   | Team     | GP  | MPG  | FG%  | FT%   | RPG  | APG | PPG  |
| -------- | -------- | --- | ---- | ---- | ----- | ---- | --- | ---- |
| 1958–59  | CIN      | 66  | 24.1 | .387 | .656  | 9.0  | 1.5 | 11.4 |
| 1959–60  | CIN      | 73  | 21.8 | .439 | .514  | 9.5  | 1.1 | 10.6 |
| 1960–61  | CIN      | 79  | 28.3 | .451 | .668  | 10.9 | 1.6 | 14.4 |
| 1961–62  | CIN      | 75  | 35.0 | .466 | .690  | 13.0 | 2.4 | 19.8 |
| 1962–63  | CIN      | 76  | 33.0 | .458 | .667  | 12.3 | 2.3 | 18.6 |
| 1963–64  | CIN      | 80  | 36.4 | .458 | .650  | 11.6 | 1.4 | 17.3 |
| 1964–65  | CIN      | 74  | 30.3 | .456 | .644  | 10.0 | 1.2 | 12.7 |
| 1965–66  | CIN      | 80  | 23.5 | .411 | .603  | 6.6  | 1.0 | 7.6  |
| 1966–67  | BOS      | 72  | 10.1 | .409 | .569  | 4.1  | .6  | 5.2  |
| 1967–68† | BOS      | 78  | 13.9 | .400 | .589  | 4.1  | .7  | 6.3  |
| 1968–69  | MIL      | 78  | 30.2 | .427 | .664  | 8.6  | 1.9 | 13.1 |
| Career   | Career   | 831 | 26.2 | .440 | .640  | 9.1  | 1.4 | 12.5 |
| All-Star | All-Star | 4   | 16.0 | .441 | 1.000 | 4.5  | .5  | 8.0  |

### プレーオフ
| Year   | Team   | GP | MPG  | FG%  | FT%  | RPG  | APG | PPG  |
| ------ | ------ | -- | ---- | ---- | ---- | ---- | --- | ---- |
| 1962   | CIN    | 4  | 32.0 | .467 | .778 | 11.3 | 2.0 | 14.0 |
| 1963   | CIN    | 12 | 32.8 | .450 | .662 | 13.5 | 1.3 | 16.8 |
| 1964   | CIN    | 10 | 36.3 | .381 | .622 | 12.4 | 2.1 | 13.4 |
| 1965   | CIN    | 4  | 30.8 | .438 | .818 | 6.3  | 2.0 | 12.8 |
| 1966   | CIN    | 5  | 27.8 | .421 | .583 | 6.8  | .4  | 7.8  |
| 1967   | BOS    | 5  | 7.6  | .387 | .500 | 2.6  | .6  | 5.2  |
| 1968†  | BOS    | 16 | 10.1 | .390 | .448 | 2.8  | .4  | 3.7  |
| Career | Career | 56 | 24.1 | .418 | .645 | 8.0  | 1.1 | 10.1 |